# أكسفورد يونايتد
نادي أكسفورد يونايتد لكرة القدم (بالإنجليزية: Oxford United Football Club) هو نادي كرة قدم
إنجليزي محترف مقره في مدينة أوكسفورد، أوكسفوردشاير، إنجلترا. يلعب الفريق في دوري الدرجة الأولى، وهو المستوى الثالث لكرة القدم الإنجليزية. الرئيس هو غرانت فيرغسون، المدير كارل روبنسون وقائد الفريق هو إليوت موري.
تأسست أكسفورد يونايتد في عام 1893 تحت اسم هيدنجتون يونايتد، واعتمدت اسمها الحالي في عام 1960. انضمت إلى دوري كرة القدم في عام 1962 بعد فوزها في دوري كرة القدم الجنوبي، ووصلت إلى القسم الثاني في عام 1968. بعد الهبوط في عام 1976، بين عامي 1984 و 1986، حصل النادي على متتالية. الترقيات في القسم الأول، وفاز بكأس رابطة المحترفين في عام 1986. ومع ذلك، لم يتمكن أكسفورد من دخول بطولة كأس الاتحاد الأوروبي 1987 بسبب حظر الاتحاد الأوروبي على الأندية الإنجليزية في المسابقات الأوروبية. بدأ الهبوط من دوري الدرجة الأولى في عام 1988 في انخفاض استمر 18 عامًا، مما أدى إلى هبوط النادي إلى المؤتمر عام 2006، ليصبح بذلك أول الفائزين بجوائز كبرى يتم إسقاطها من دوري كرة القدم. بعد أربعة مواسم، عاد أوكسفورد إلى الدوري الثاني في عام 2010 عن طريق التصفيات، وبعد ستة مواسم حقق ترقية إلى دوري الدرجة الأولى، بعد أن أنهى المركز الثاني في دوري الدرجة الثانية في عام 2016.
يحتفظ رون أتكينسون بسجل النادي لأبرز العروض في عام 560، ويحمل جون شوكر الرقم القياسي لمعظم مظاهره في دوري كرة القدم مع 478 وشقيق رون الراحل غراهام أتكينسون يحمل الرقم القياسي لمعظم الأهداف التي سجلها مع 107. في المجموع، تسعة عشر اللاعبون قاموا بمظاهر دولية أثناء اللعب للنادي. موطن فريق يونايتد هو ملعب القسام في أكسفورد وتبلغ سعته 12500. انتقل يونايتد إلى الاستاد في عام 2001 بعد مغادرة مانور جراوند، منزلهم لمدة 76 عاما. سويندون تاون هو المنافس الرئيسي للنادي.

## اللاعبون

### التشكيلة الأساسية
آخر تحديث 23 نوفمبر 2022. 
ملاحظة: تشير الأعلام إلى المنتخب الوطني على النحو المحدد في قواعد الأهلية للفيفا. قد يحمل اللاعبون أكثر من جنسية واحدة غير تابعة للفيفا.
| الرقم | البلد            | المركز | اللاعب                           |
| ----- | ---------------- | ------ | -------------------------------- |
| 2     | إنجلترا          | مدافع  | سام لونغ                         |
| 4     | إسكتلندا         | مدافع  | ستوارت فاندلاي                   |
| 5     | إنجلترا          | مدافع  | إليوت موري ()                    |
| 6     | إسبانيا          | وسط    | أليكس رودريغيز                   |
| 7     | ويلز             | مهاجم  | بيلي بودان                       |
| 8     | إنجلترا          | وسط    | كاميرون براناجان (ن.قائد الفريق) |
| 9     | إنجلترا          | مهاجم  | ماتي تايلور                      |
| 10    | إنجلترا          | مهاجم  | سام بالدوك                       |
| 11    | إنجلترا          | مهاجم  | ماركوس براون                     |
| 12    | مالطا            | مهاجم  | جودي جونز                        |
| 13    | إنجلترا          | حارس   | سيمون إيستوود                    |
| 14    | إنجلترا          | وسط    | لويس بيت (معار من ليدز يونايتد)  |
| 15    | إنجلترا          | مدافع  | جون موزينهو                      |
| 16    | أيرلندا الشمالية | مدافع  | سايرون براون                     |

| الرقم | البلد            | المركز | اللاعب                           |
| ----- | ---------------- | ------ | -------------------------------- |
| 17    | إنجلترا          | وسط    | جايمس هنري                       |
| 18    | إنجلترا          | وسط    | ماركوس ماكغوين                   |
| 21    | جمهورية أيرلندا  | حارس   | إدوارد ماكجنتي                   |
| 22    | إسكتلندا         | مهاجم  | كايل جوزيف (معار من سوانزي سيتي) |
| 23    | إنجلترا          | مهاجم  | جوش ميرفي                        |
| 24    | إنجلترا          | وسط    | جوشوا جونسون                     |
| 25    | أيرلندا الشمالية | وسط    | أويسين سميث                      |
| 26    | جمهورية أيرلندا  | مدافع  | جيمس غولدينغ                     |
| 27    | إنجلترا          | وسط    | تايلر غودرهام                    |
| 29    | بلغاريا          | مهاجم  | سلافي سباسوف                     |
| 30    | سورينام          | مهاجم  | يانيك فيلدشوت                    |
| 33    | هولندا           | مدافع  | ديافان أندرسون                   |
| 39    | إنجلترا          | مهاجم  | جاتلين أودونكور                  |
| 42    | إنجلترا          | مدافع  | ستيف سيدون                       |

#### اللاعبون المُعارون
ملاحظة: تشير الأعلام إلى المنتخب الوطني على النحو المحدد في قواعد الأهلية للفيفا. قد يحمل اللاعبون أكثر من جنسية واحدة غير تابعة للفيفا.
| الرقم | البلد   | المركز | اللاعب                     |
| ----- | ------- | ------ | -------------------------- |
| 1     | إنجلترا | حارس   | جاك ستيفنز (إلى بورت فايل) |

| الرقم | البلد   | المركز | اللاعب               |
| ----- | ------- | ------ | -------------------- |
| 29    | تايلاند | وسط    | بين ديفيس (إلى بورت) |

## الروابط الخارجية
- الموقع الرسمي
- تغطية بريد أكسفورد